# بينيرولو

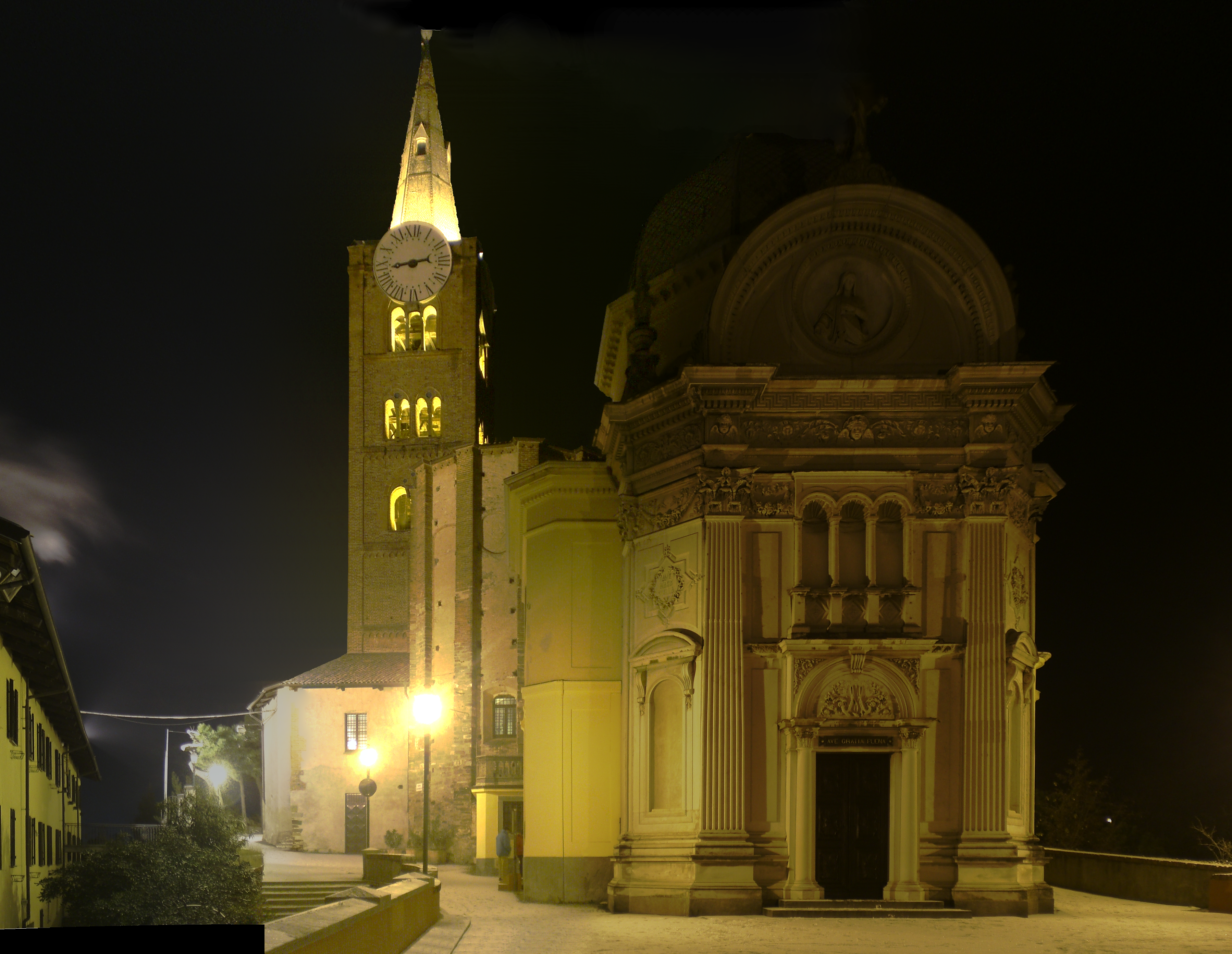
مزار سيدة الرحمة Madonna delle Grazie.

بينيرولو (بالفرنسية:Pignerol ، بالبيدمونتية: Pinareul) هي مدينة وكومونة في منطقة مدينة تورينو الحضرية في بييمونتي شمال غرب إيطاليا، وتقع على بعد 50 كيلومتر (31 ميل) إلى الجنوب الغربي من تورينو على نهر كيزوني. يقع منبع غدير ليمينا في الحدود بين بينرولو وسان بيترو فال دي ليمينا.

## السكان
في سنة 1861 بلغ عدد السكان 15٬801 نسمة، وتطور العدد ليصل في سنة 2011 لـ 34٬854 نسمة.
يظهر هذا المخطط البياني تطور النمو السكاني لـ بينيرولو

## التاريخ
تشهد البقايا الأثرية التي عثر عليها في مركز بينيرولو في أوائل السبعينيات عن وجود الإنسان في المنطقة في عصور ما قبل التاريخ. تظهر آثار المقبرة الرومانية داما روسا، التي عثر عليها خلال أعمال بناء طريق بينيرولو وتورينو السريع في عام 2003، وتظهر أن المنطقة في ذلك الوقت كان مقر نشاط زراعي.
لا تظهر الأسماء الجغرافية لمنطقة بينرولو إلا في العصور الوسطى، في مرسوم إمبراطوري يعود تاريخه إلى عام 981، أكد فيه أوتو الثاني ملكيتها لأساقفة تورينو ضمن تخوم تورينو. كانت مدينة بينيرولو إحدى مفترقات الطرق الرئيسية في إيطاليا، وبالتالي كانت إحدى الحصون الرئيسية لدوق سافوي. كانت لأهميتها العسكرية أن أصبحت أصل المدرسة العسكرية المعروفة والتي لا تزال موجودة حتى اليوم. تقع قلعة فينيستريلي في مكان قريب. حكم المدينة لاحق رئيس دير بينيرولو الذي كان يدير دير أبادا ألبينا، حتى بعد أن اكتسبت المدينة وضع بلدية (1247) تحت حكم توماس الثاني من سافوي.
مارس أماديوس الرابع من سافوي نوعا من الحماية على المدينة من عام 1235، وأصبح حاكما مطلقا في عام 1243، واستمر الحكم المطلق بعد ذلك إما تحت إمرة بيت سافوي، أو فرعه من المتدربين، بيت سافوي-أكايا.
غزت القوات الفرنسية بيدمونت عام 1536، واحتلت بينيرولو، وبقيت مسيطرة عليها حتى عام 1574. سقطت مرة أخرى في يد فرنسا عام 1631 بموجب معاهدة كيراسكو.
وافقت فرنسا على تسليم بينيرولو مرة أخرى إلى بيت سافوي بموجب معاهدة تورينو (1696)، شرط أن يتم هدم التحصينات وينسحب سافوي من عصبة أوغسبورغ ضد لويس الرابع عشر.

## الاقتصاد
يدور اقتصاد وديان والدنسيا (المنحدر الأيمن من فال كيسوني وفالي جيرماناسكا وفال بيليتشي) حول مدينة بينيرولو وحول السهل بين هذه الوديان وحول مجرى نهر بو.
العديد من الصناعات لديها مركز في هذه المنطقة، وخاصة الصناعات الميكانيكية وصناعة الورق والصناعات الكيميائية والنسيج، وتستوعب أيضا القوى العاملة من المراكز المجاورة.
الشركات الرائدة هي شركة كوركوس التي تنتج الأختام للأعمدة الدورانية والصمامات، راسبيني وهي شركة لتجهيز اللحوم، شركة إن إن التي تصنع محامل كروية، مجموعة ترومبيني (أنوفاتي سابقا)، التي تزود صناعة الأثاث بالشبكة، وشركة بي إم تي إيتاليا التي تمد صناعة اللب والورق بآلات الورق. علاوة على ذلك، تعتبر بينيرولو المركز التجاري للمنطقة الجبلية المحيطة.
تتم الزراعة وتربية الماشية بتقنيات متقدمة.

## المعالم السياحية الرئيسية
من أعهم معالمها هي الكاتدرائية التي يعود تاريخها إلى القرن التاسع، وبها برج الجرس الرومانسكي والواجهة القوطية (تم ترميمها بعد زلزال 1808).
كذلك توجد بها كنيسة سان ماوريتسيو المبنية على الطراز القوطي.

## الشخصيات
من الأشخاص الذين ولدوا في بينرولو:
- ليديا بويه (من مواليد عام 1855)، أول محامية إيطالية وشخصية مهمة في تحرر النساء.
- لويجي فاكتا (1861-1930)، سياسي وصحفي وآخر رئيس وزراء لإيطاليا قبل دكتاتورية بينيتو موسوليني.
- فيروتشيو باري (1890–1981)، وسياسي ومتمرد شغل منصب رئيس وزراء إيطاليا لعدة أشهر في عام 1945.

من الأشخاص الذين ماتوا هنا:
- آنا كاناليس دي كوميانا (1680-1769) (زوجة الملك فيكتور أماديوس) توفيت في الدير الموجود هنا.
- نيكولاس فوكيه، ماركيز دي بيل-إيل، فيكونت دو ميلون إيه فو (1615–1680) المشرف على الشؤون المالية في فرنسا في عهد لويس الرابع عشر، تم سجنه في بينيرول من عام 1665 حتى وفاته في عام 1680.
- ديفيد لويلين سنيلجروف (29 يونيو 1920 – 25 مارس 2016)، باحث بريطاني معروف عن التبت عرف بعمله الرائد في البوذية في التبت بالإضافة إلى رحلاته الكثيرة.
- تم سجن «الرجل ذو القناع الحديدي» في بينيرولو ابتداء من عام 1669.

## الرياضات
استضاف ملعب بينيرولو بالاغياتشو فعاليات الكرلنغ في دورة الألعاب الأولمبية الشتوية لعام 2006. شهد سباق طواف فرنسا 2011 مرور إحدى مراحله في هذه المنطقة.
أخذ فريق كرة القدم الأوروغواياني بنيارول اسمه من حي بينارول في العاصمة مونتيفيديو، والذي أخذ اسمه من هذه المدينة.